# غريسة
غريسا
أو غريسة

صورة عامه لقرية غريسابتاريخ 26/8/2007

قرية أثرية تقع في محافظة الزرقاء الأردنية استوطنها الأنباط والرومان والعثمانيون.
يوجد في بلدة غريسا مقام الولي ( علي الزيّرة الحديد ) أبو جفال , وهو مكان مقبرة غريسة الحالية .

## الموقع
تقع القرية في محافظة الزرقاء - لواء الهاشمية، شمال شرقي العاصمة عمان، على الحدود الفاصلة بين محافظة الزرقاء ومحافظة المفرق وتبعد مسافة 8كم إلى الغرب من الخربة السمراء وتقع على مرتفع استراتيجي مطل على سهول وأودية ساحقة من الجهات الأربعة.

## الديموغرافيا

### السكان
يسكن القرية ما يقارب 2000 مواطن.

### اللغة
اللغة الرسمية هي العربية، كما أن السكان يتحدثون اللغة الإنجليزية بنسب متفاوتة.

### الديانة
جميع السكان من المسلمين.

## الاقتصاد والخدمات

مزارع المعلا بغريسا بتاريخ 18/8/2007

يعمل معظم سكان القرية بالقوات المسلحة والوظائف الحكومية والزراعة وتربية المواشي.
وتتميز القرية بوجود العديد من المزارع خصوصا مزارع الزيتون والخضروات حيث تقدر عدد أشجار الزيتون ب 25000 شجرة بالإضافة إلى عدد كبير من مختلف الأشجار، وتحتوي القرية على بئرين ارتوازيين للمياه حيث يتم ري هذه القرية.

### المرافق العامة
| المرافق العامة في قرية غريسا | المرافق العامة في قرية غريسا | المرافق العامة في قرية غريسا | المرافق العامة في قرية غريسا | المرافق العامة في قرية غريسا | المرافق العامة في قرية غريسا | المرافق العامة في قرية غريسا | المرافق العامة في قرية غريسا | المرافق العامة في قرية غريسا | المرافق العامة في قرية غريسا | المرافق العامة في قرية غريسا | المرافق العامة في قرية غريسا | المرافق العامة في قرية غريسا | المرافق العامة في قرية غريسا |
| ---------------------------- | ---------------------------- | ---------------------------- | ---------------------------- | ---------------------------- | ---------------------------- | ---------------------------- | ---------------------------- | ---------------------------- | ---------------------------- | ---------------------------- | ---------------------------- | ---------------------------- | ---------------------------- |